# خیال‌پردازی (ترانه)
«خیال‌پردازی» (انگلیسی: Imagination) آهنگی از خوانندۀ آمریکایی لاتویا جکسون است. این آهنگ از چهارمین آلبوم او به‌نام خیال‌پردازی گرفته شده است. نسخه رمیکس این آهنگ به‌صورت تک‌آهنگ ۷ و ۱۲ اینچی منتشر شد.

## منبع
1. ↑  "La Toya Jackson – Imagination (1986, Cassette)".
2. ↑  La Toya Jackson - Imagination Album Reviews, Songs & More | AllMusic, retrieved 2022-07-08

‌